# Égide Rombaux
Pour les articles homonymes, voir Rombaux et Égide (homonymie).

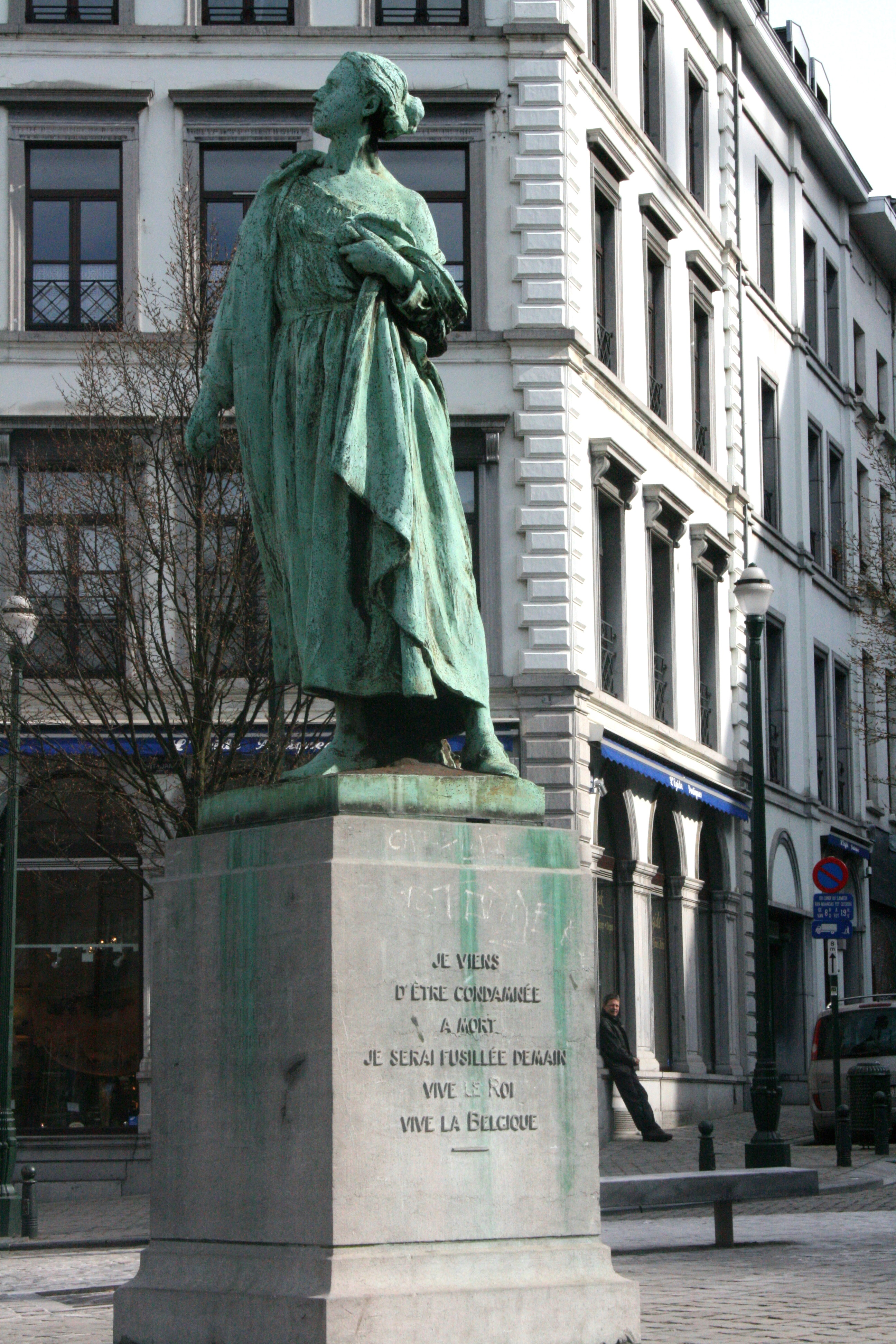
Statue de Gabrielle Petit, place Saint-Jean à Bruxelles par Égide Rombaux, 1923.

Égide Rombaux, né à Schaerbeek le 19 janvier 1865 et mort à Uccle le 11 septembre 1942, est un sculpteur et médailleur belge.

## Biographie
Égide Rombaux est le fils de Félix Rombaux, sculpteur, et d'Érémence Lemmens, boutiquière. Il épouse le 23 novembre 1889, Henriette Van der Auwera. En 1909, il se sépare de sa femme pour s'établir avec son élève et sculptrice Valentine Bender. 
À partir de 1879, il apprend le dessin à l'Académie royale des Beaux-Arts de Bruxelles où il est l'élève de Charles Van der Stappen.  
De 1883 à 1886, il exerce sa sculpture sur plusieurs chantiers en Hollande, en Allemagne puis en France. Il travaille ensuite chez Guillaume De Groot, puis chez Albert Desenfans, et surtout chez Jef Lambeaux.   
Il remporte le prix Godecharle de sculpture en 1887 avec son Mercure et, grâce à ce prix, il part pour l'Italie. Il reçoit le Grand prix de Rome en 1891 avec Joseph présenté à Jacob ce qui lui permet de retourner en Italie. En 1895, il revient en Belgique et travaille dans un premier temps pour le marbrier Léonce Évrard et pour Godefroid Devreese. 
Son groupe en marbre, les Filles de Satan, inspiré du poète Charles Baudelaire fait sensation au Salon de 1903 et reçoit la médaille d'or du salon de Budapest en 1909.  
Après la Première Guerre mondiale, on le retrouve dans la création de monuments restés célèbres comme le monument à Gabrielle Petit (projeté vers 1920) et celui d'Ernest Solvay situé en face de l'Université libre de Bruxelles (ULB).
En 1905, il est l'un des cofondateurs du groupe anversois L'Art Contemporain (Kunst van Heden), mais il y expose rarement. 
Dans son style, Rombaux opte pour le réalisme avec des volumes puissants et en exprimant la passion intérieure de ses personnages. 
Ayant obtenu la reconnaissance du public et de ses pairs, il fait partie de nombreux jurys artistiques et est nommé au sein d'institutions officielles :
- en 1911, membre de l'Académie royale des sciences, des lettres et des beaux-arts de Belgique ;
- en 1920, trésorier de la société L'Art monumental créée à Bruxelles[5] ;
- en 1921, professeur à l'Institut des Beaux-Arts d'Anvers dont il démissionne en 1938[6] ;
- en 1921, professeur à l'Académie de Bruxelles jusqu'en 1935 ;
- en 1926, membre de la Commission des monuments et des sites du Brabant ;
- en 1931, membre de la Commission d'art ancien des musées royaux des Beaux-Arts de Belgique en remplacement de Jules Lagae[7].

Il décède  le 11 septembre 1942 à la suite d'une intervention chirurgicale et est inhumé au cimetière d'Uccle.

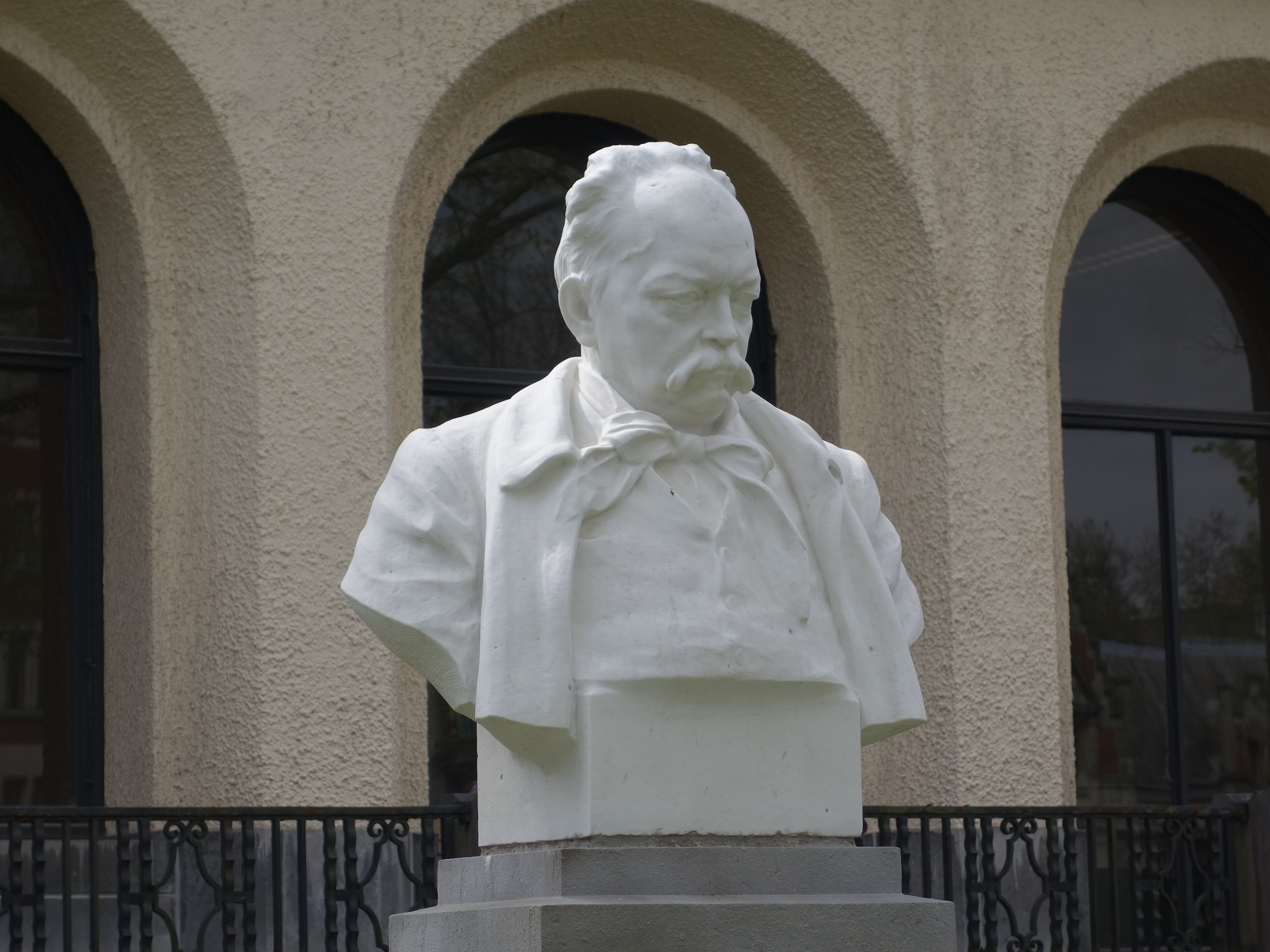
Buste de Paul Janson, avenue Franklin Roosevelt, Bruxelles.

## Hommages et distinctions
- L'Académie royale des sciences, des lettres et des beaux-arts de Belgique décerne le prix Égide Rombaux, créé en 1943.
- Les distinctions suivantes lui ont été décernées :
  -  Grand officier de l'ordre de Léopold en 1938 (Belgique) ;
  -  Grand officier de l'ordre de la Couronne en 1932 (Belgique).

## Sélection d'œuvres
- 1887 : Mercure (hôtel communal de Schaerbeek).
- 1903 : Filles de Satan, marbre (musées royaux des Beaux-Arts de Belgique à Bruxelles).
- 1914 : Le premier matin (Tate Gallery à Londres).
- 1920 : Buste de Madame Léonce Evrard, marbre (musées royaux des Beaux-Arts de Belgique).
- 1925 : Monument des Vendéens, marbre (à Tournai).
- 1928 : Buste de Paul Janson, marbre  (à Bruxelles).
- 1932 : Statue d'Ernest Solvay marbre (à Anderlecht).
- 1935 : Buste de Mme. Serruys, marbre (musées royaux des Beaux-Arts de Belgique).
- 1939 : Buste du roi Léopold III, marbre (au Sénat belge).
- 1941 : Monument au Cardinal Mercier, bronze (à Bruxelles).